# روبرتو تلتش
روبرتو تلتش (بالإسبانية: Roberto Telch) مواليد 6 نوفمبر 1943 في الأرجنتين - الوفاة 12 أكتوبر 2014 في بوينس آيرس، كان لاعب كرة قدم أرجنتيني كان يلعب كلاعب وسط. سبق له أن لعب في كأس العالم لكرة القدم مع منتخب بلاده.

## المسيرة الاحترافية

### أندية لعب لها
- نادي سان لورينزو
- يونيون دي سانتا في
- نادي أتليتيكو كولون

## روابط خارجية
- روبرتو تلتش على موقع الاتحاد الدولي (مؤرشف)  (الإنجليزية)
- روبرتو تلتش على موقع قاعدة بيانات كرة القدم.إي يو (الإنجليزية)
- روبرتو تلتش على موقع ناشيونال فوتبول تيمز (الإنجليزية)
- روبرتو تلتش على موقع عالم كرة القدم.نت (الإنجليزية)